# Cheirolophus
Genre
Cheirolophus est un genre de plante à fleurs de la famille des Astéracées.
Ce sont des plantes herbacées.

## Liste d'espèces
Selon Catalogue of Life (1 déc. 2012) :
- Cheirolophus arboreus
- Cheirolophus arbutifolius
- Cheirolophus benoistii
- Cheirolophus canariensis
- Cheirolophus crassifolius
- Cheirolophus dariasii
- Cheirolophus duranii
- Cheirolophus falcisectus
- Cheirolophus gomerythus
- Cheirolophus grandifolius
- Cheirolophus intybaceus
- Cheirolophus junonianus
- Cheirolophus lagunae
- Cheirolophus mansanetianus
- Cheirolophus massonianus
- Cheirolophus mauritanicus
- Cheirolophus metlesicsii
- Cheirolophus santos-abreui
- Cheirolophus satarataensis
- Cheirolophus sempervirens
- Cheirolophus sventenii
- Cheirolophus tagananensis
- Cheirolophus tananicus
- Cheirolophus teydis
- Cheirolophus uliginosus
- Cheirolophus webbianus